# 馬來西亞—羅馬尼亞關係
馬來西亞－罗马尼亚關係是指马来西亚与欧洲国家罗马尼亚之間历史上与现代的雙邊關係。双方于1969年3月22日建交。

## 政治交流

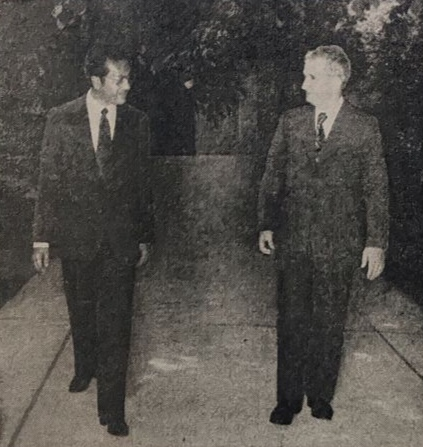
1983年5月，马来西亚首相马哈迪·莫哈末到访罗马尼亚并会见该国时任领导人齐奥塞斯库

1957年，马来西亚脱离大英帝国独立，罗马尼亚政府宣布给予马来西亚外交承认。但在首任首相东姑阿都拉曼执政之初，马来西亚奉行強硬的「親聯反共」的外交政策，与处于共产主义阵营的罗马尼亚几乎没有往来。但在1967年与苏联建交后，马来西亚开始改善与各共产主义国家的关系，与此同时，在尼古拉·齐奥塞斯库执政之下的羅馬尼亞社會主義共和國实施着相對獨立的外交政策，也开始加强与马来西亚在内的资本主义国家之外交关系，两国遂于1969年3月22日建立邦谊，此后双边关系友好顺利发展。
敦阿都拉萨出任马来西亚首相后，马来西亚摒弃向西方一边倒的外交政策，与罗马尼亚的关系也因此得到了显著加强，在1970年两国政府代表签署第一份经贸协议后，馬、罗二国的经济交流开始增加，高层也开始互访，1977年5月，在罗马尼亚外交部长马可威士古的邀请下，马来西亚外交部长东姑阿末礼道丁对罗马尼亚进行了为期四天的访问，并发布了联合公报，表达了馬、罗二国对于建立公平合理的经济政治条约的关切，以及在巴尔干半岛、东南亚地区缔造和平区域的重要性，以加强双边关系。1981年3月，馬來西亞与羅馬尼亞召开了第一次联合委员会会议，双方对于加强经济、技术代表团的互访，提升贸易关系等领域的合作进行了讨论。1982年，羅馬尼亞共產黨中央委員會總書記齐奥塞斯库首次出访了马来西亚，并得到了马来西亚最高元首阿末沙的接见，阿末沙也对于罗马尼亚政府致力东南亚区域和平的努力表示赞同。同年，马来西亚也在布加勒斯特开设了大使馆并委派了临时代办。1983年，马来西亚首相马哈迪·莫哈末也对罗马尼亚进行了回访。
1989年，齐奥塞斯库政权倒台后，马来西亚仍然与新成立的罗马尼亚政府维持着良好的双边关系，冷战结束后罗马尼亚第一任总统扬·伊利埃斯库就在1994年9月出访了大马。马来西亚也于2006年开始正式向罗马尼亚派遣了常驻大使。

## 经贸交流
1970年，马来西亚政府即与罗马尼亚签署了经济与工艺合作协议，为两国经贸关系的进一步发展提供了法理依据，自此两国之间的经济与工艺领域的联系日益增加。其后，两国还签署了避免双重征税协定等协议。两国也积极建立了一些企业联营计划，
2020年，馬、罗双边贸易总额突破2亿美元，同比2019年的1.95亿美元增长了3.6%。其中，罗马尼亚主要向大马出口家具、金属、化工产品、木制半成品、冶金产品、机械、电器与电气设备等产品。大马则主要向罗马尼亚出口天然橡胶及其制品、锡、可可、计算机组件与设备、动物油脂等产品。
在20世纪70年代，马来西亚致力于实现第三个大马计划期间的经济目标时，罗马尼亚就已经表现出对大马林业、木材制造等产业的投资兴趣，保护投资协定等协议的签订，也为促进双边投资的开展提供了一定的法理依据。

## 人文交流

### 旅行与簽證

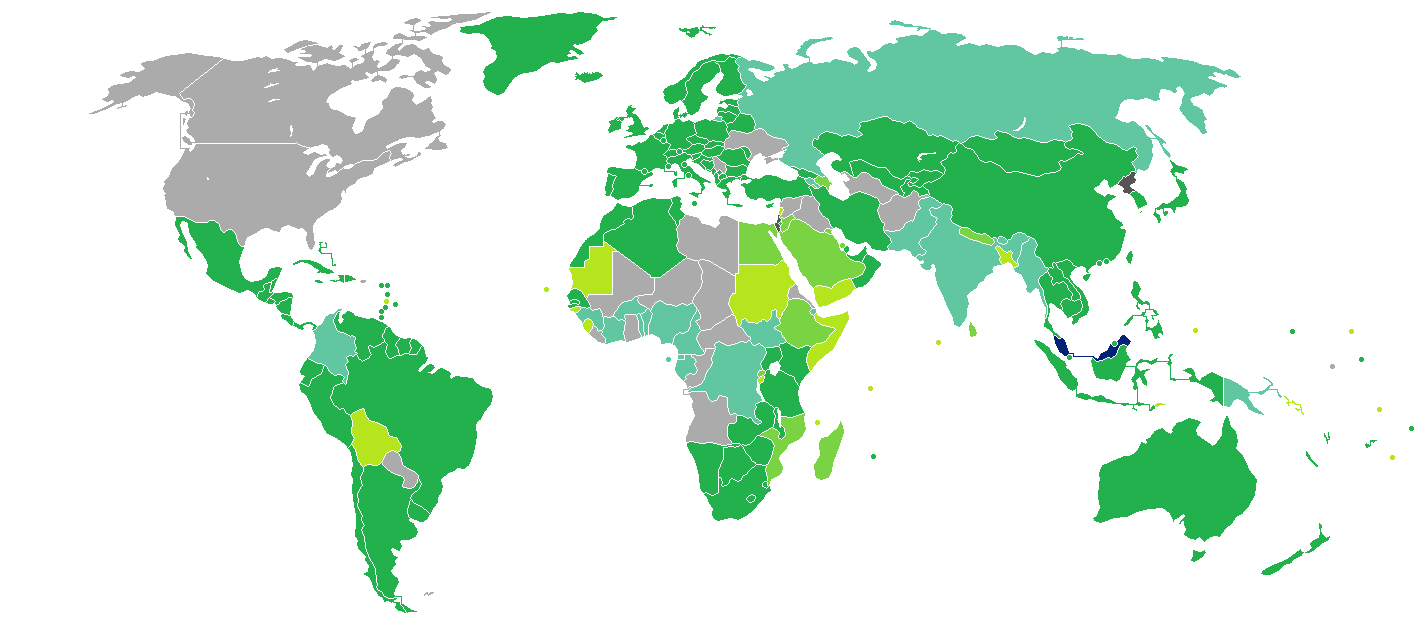
持马来西亚护照的马来西亚公民簽證要求分布圖：入境羅馬尼亞適用「歐盟免簽證」。

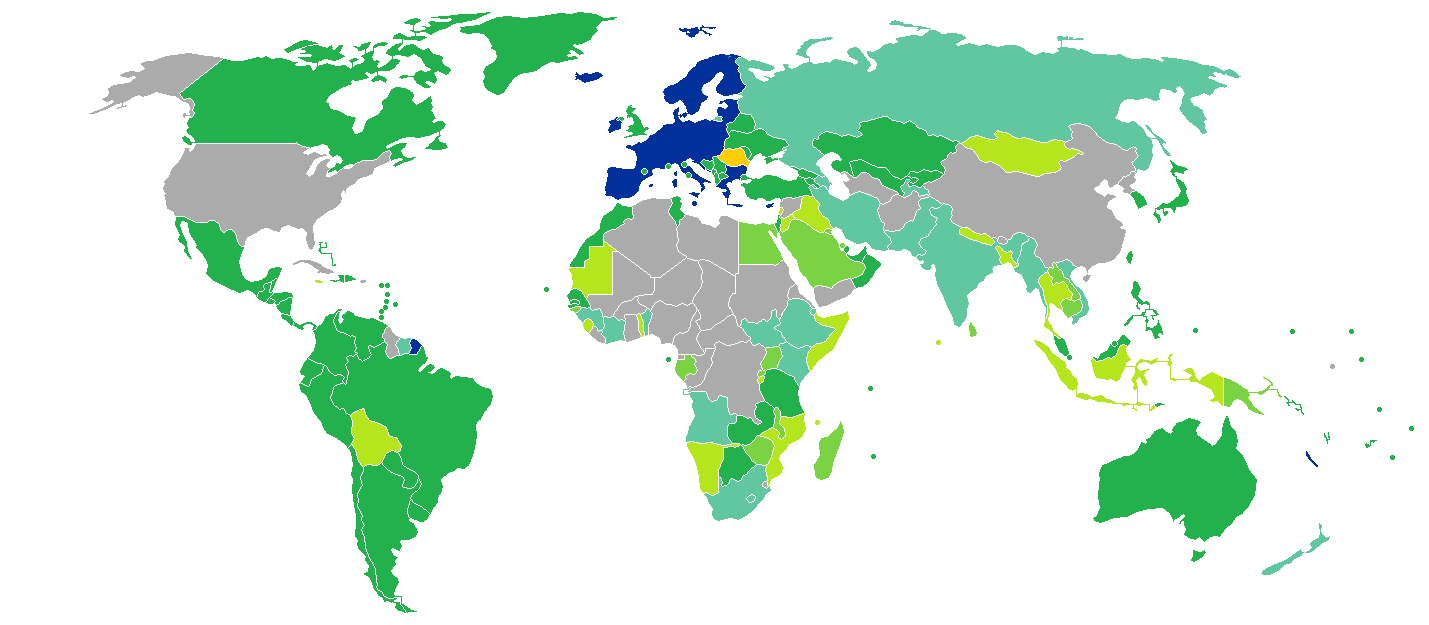
持歐盟的羅馬尼亞護照之羅馬尼亞公民簽證要求分布圖：入境马来西亚可以免簽證。

歐盟成員的羅馬尼亞尚未獲准加入申根區，但基於《申根公約》，該國實行與申根區相同的簽證政策。歐洲申根區給予持马来西亚护照的马来西亚公民可以歐盟免簽證入境，停留日數單獨計算，不與申根區合併，每6個月期間內總計可停留90天。而在对等原则下，持歐盟的羅馬尼亞護照之羅馬尼亞公民也可以免签证入境马来西亚，可停留90天。

### 教育
在20世纪70年代两国邦交初立之时，罗马尼亚政府就已经开始为马来西亚大学生提供奖学金，并提供了一定的罗马尼亚语培训，他们主要在罗马尼亚主攻石油制造工艺等学科。现今，雅西医药大学、1918年12月1日大学等一些罗马尼亚大学也吸引了大马留学生。2018年，罗马尼亚巴比什-博雅依大学、布加勒斯特大學也在吉隆坡教育展上，向大马大学生介绍了他们提供的留学机会。